# Nasamchrali
Nasamchrali – wieś w Gruzji, w regionie Kachetia, w gminie Telawi. W 2014 roku liczyła 576 mieszkańców.